# چوب‌خزک یک‌رنگ
چوب‌خزک یک‌رنگ (نام علمی: Hylexetastes uniformis) گونه‌ای از پرندگان زیرخانواده چوب‌خزکیان است. در گذشته به عنوان یک زیرگونه از چوب‌خزک نوک‌سرخ (Hylexetastes perrotii) در نظر گرفته می‌شد. در جنگل‌های نمناک در آمازون جنوبی در بولیوی و برزیل یافت می‌شود.